# Bailo
Bailo – gmina w Hiszpanii, w prowincji Huesca, w Aragonii, o powierzchni 164,43 km². W 2011 roku gmina liczyła 311 mieszkańców.